# Tukano
I Tukano sono stati un duo musicale italiano nato nel 1986 e formato da Gianni Panariello e Marina Barone. Dal 1987 e fino allo scioglimento avvenuto nel 1990 è stato portato avanti solo dalla voce solista di Marina Barone.

## Storia
I Tukano hanno pubblicato una decina di album intitolati Italian Carnaval e l'album Cantando l'amore. I loro album, arrangiati da Riccardo Zara, afferenti al genere italo disco, sono suddivisi in due lunghi medley.
Il primo album pubblicato è stato Italian Carnaval 3, anche se numerato come terzo volume della serie Italian Carnaval, in quanto era da considerarsi l'ideale prosecuzione dell'album Italian Carnaval dei Chikano e dell'album Italian Carnaval 2 - Sanremo Dance interpretato dagli Italian Disco Dance.

## Discografia

### Album di studio
- 1986 - Italian Carnaval 3
- 1986 - Italian Carnaval 1
- 1987 - Italian Carnaval 2
- 1986 - Italian Carnaval 4
- 1987 - Cantando l'amore
- 1987 - Italian Carnaval 5
- 1988 - Italian Carnaval 6
- 1990 - Italian Carnaval 7
- 1990 - Carnaval '90

### Raccolte
- 1991 - Italian Carnaval Remix il meglio

### Singoli
- - Loco loco